# 奥地利电视台
奥地利电视台（德語：ATV）是奥地利目前唯一對全國放送的私营电视台，1997年开播，与奥地利公共广播机构ORF一起成为奥地利有线电视必载频道。